# Bojurița, Plevna
Bojurița (în bulgară Божурица) este un sat în comuna Dolna Mitropolia, regiunea Plevna,  Bulgaria. 

## Demografie
Componența etnică a satului Bojurița
     Bulgari (66,12%)
     Romi (21,77%)
     Turci (1,51%)
     Nicio identificare (10,58%)
La recensământul din 2011, populația satului Bojurița era de 992 locuitori. Din punct de vedere etnic, majoritatea locuitorilor (66,12%) erau bulgari, existând și minorități de romi (21,77%) și turci (1,51%). Pentru 10,58% din locuitori nu este cunoscută apartenența etnică.